# Манипуляторы в бизнесе
Манипуляция (от лат. manipulis — гордость) — это: 1) движение рук, связанное с выполнением определённой задачи; 2) демонстрирование фокусов, основанное преимущественно на ловкости рук, умении отвлечь внимание зрителей от того, что должно быть от них скрыто; 3) мошенническая подделка, например, с ценными бумагами.
Каждый день мы все мы находимся под прессингом других людей. Каждый из нас сознательно или бессознательно влияет на поведение других, побуждая их к определённым мыслям или действиям. Нет такого человека, который хоть чем-нибудь не оказывал бы влияния на других.
Автор книги «Анти-Карнеги» Эверетт Шостром пишет, что «стиль жизни манипулятора строится на четырёх китах: ложь, неосознанность, контроль и цинизм. Киты, на которых „строит“ актуализатор, — это честность, осознанность, свобода и доверие»*.
Без манипуляций трудно представить любой процесс управления. Но следует различать: манипулирование и мотивирование. Мотивация — понятие более широкое. Она может идти и через манипуляцию, и через другие методы влияния как цивилизованные, так и варварские. Манипуляция — всего лишь один из способов создания мотивации. В бизнесе манипуляция, несомненно, формирует мотивы поведения, но не всегда она может быть средством для создания мотивации.
Портрет манипулятора
Манипулятор — это тонкий психолог, суперзнаток человеческой души, очень сенситивный человек. Манипулятор — часто слабый человек, не имеющий собственного стержня. Поэтому он вынужден опираться на стержень того человека, с которым общается. Ему так удобно. Он чаще управляет не за счёт своей силы, а за счёт своей слабости. Манипулятору хорошо: вокруг так много хороших, порядочных, отзывчивых людей. Он относится к людям по принципу «нужен — не нужен». Да, иногда он добивается многого, но и теряет не мало. Прежде всего — хорошие отношения с окружающими людьми.
Как бы мы не относились к манипуляциям, в бизнесе без них не обойтись.
Манипулятор, подобно актёру, работающему с марионетками, управляет людьми: их действиями, мыслями и желаниями. Блестящая работа манипулятора вызывает восхищение. Его манипуляции тонки и почти незаметны.
На чем играют манипуляторы?
У каждого человека есть комплексы, привитые родителями — «селекционерами» с детства. Это наши «струны», на которых может сыграть каждый. Сначала это было выгодно родителям — так им легче было управлять. Потом это закрепилось и осталось на всю жизнь.
Самые распространённые «струны», на которых играют манипуляторы:
— Страх
— Справедливость
— Вина
— Гордость
— Порядочность
— «Слабо»
— Месть
— Зависть и др.
Универсальные приёмы манипулирования
Приёмы манипуляторов весьма и весьма разнообразны. Некоторые приёмы манипуляции могут быть использованы и в бизнесе, и в семейной жизни, и на улице при встрече со случайным прохожим, и много ещё где. Эти приёмы универсальны. Нельзя сказать, когда они эффективнее, а когда нет. Всё зависит от конкретного исполнителя. А исполнители могут быть искусными и не очень.
Роли манипуляторов могут быть самыми разнообразными. Наиболее распространённые роли:
1. доминирующая;
2. пассивная;
3. безразличная.
Защита от манипуляций
Есть общие правила, соблюдение которых позволит Вам, сопротивляться уловкам манипулятора.
1. Замечайте, фокусируйте, выявляйте приёмы и уловки.
2. Обсуждайте с манипулятором законность применения такой тактики.
3. Делайте предложение н пользоваться манипулятивными приёмами (потому что их смысл вам понятен).
Существуют разные способы защиты от манипуляции. Есть просто приёмы, а есть сложные техники, позволяющие избежать манипулятивного влияния со стороны других людей. Как сказал однажды поэт: «Каждый выбирает для себя женщину, религию, дорогу». Для себя выбирает и способ защиты от манипуляции.
Самый простой алгоритм противостояния любой манипуляции следующий:
— выявить факт манипуляции
— сказать манипулятору о вашем нежелании испытывать манипулятивное воздействие
— предложить ему отказаться от такого способа влияния
— в случае, если манипуляция продолжается, ответить цивилизованной конфронтацией или встречной манипуляцией
Манипуляции в управлении
В управлении есть три основные составляющие: планирование, организация и контроль. В каждом из этих элементов — свои манипулятивные моменты.
В планировании руководитель должен уметь «забрасывать» себя на несколько лет вперёд, чтобы увидеть то будущее, в котором он со своей командой окажется. Определив перспективы развития, руководитель рассказывает о них своей команде, мотивируя её на ратный труд. При этом он легко может манипулировать своими подчинёнными.
Руководитель должен уметь планировать и ставить достижимые цели. Пожалуй, это можно назвать манипуляцией или даже программированием будущего каждого члена коллектива.
Организуя и контролируя выполнение каких-либо действий исполнителей, руководитель не может избежать манипуляций. Ведь именно благодаря им, он ускоряет процесс, «пощипывая людей за их струны».
В бизнесе можно выделить четыре основных мотивирующих момента, благодаря которым люди работают. Это — власть, креативность, общение и материальная составляющая(деньги). Любой руководитель, знающий эти основные мотивы, может эффективно управлять людьми.